# کموسو

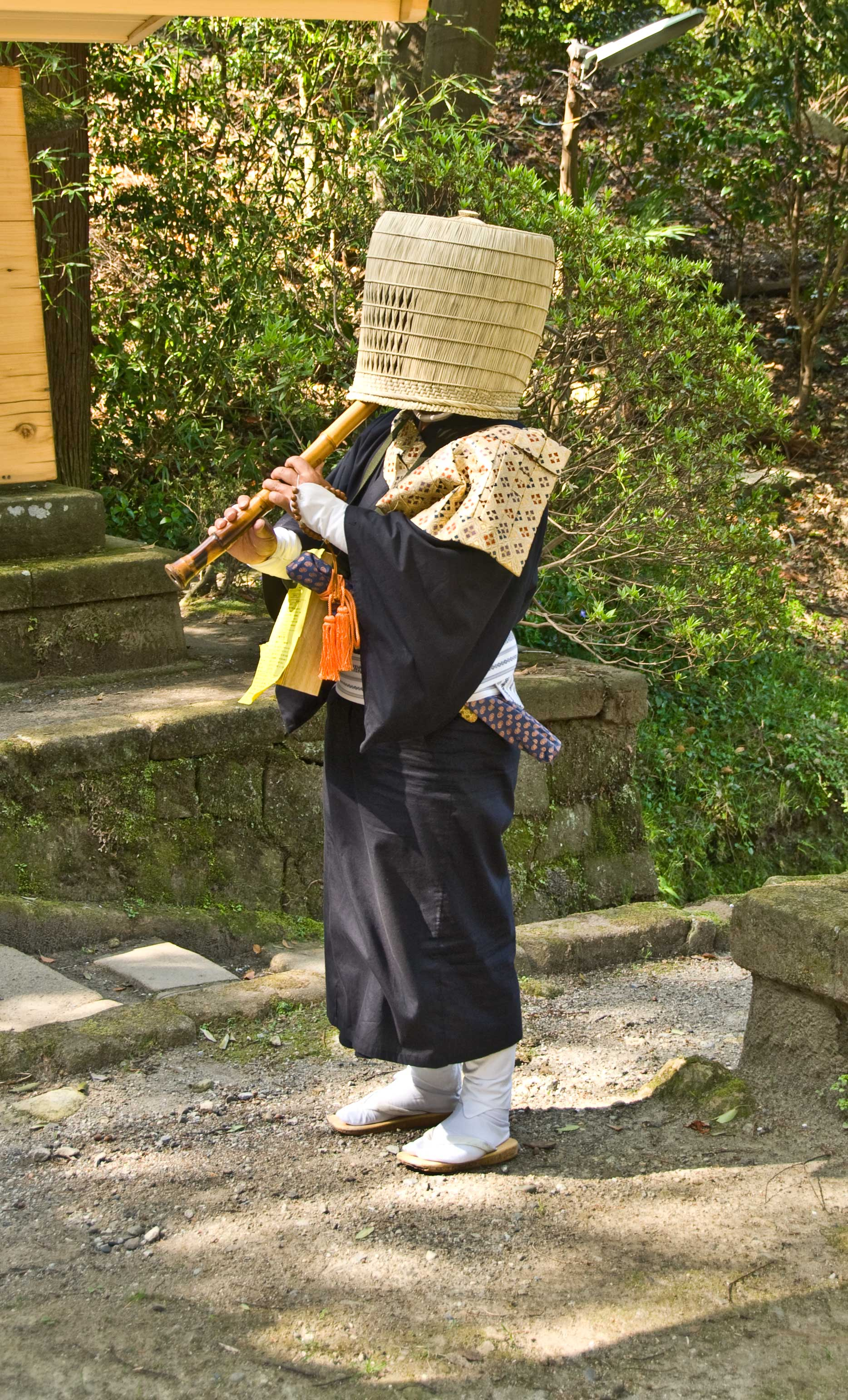
راهب کموسو در حال نواختن شاکوهاچی.

کُموسو (به ژاپنی: 虚無僧) (به هیراگانا: こむそう)، (به روماجی: komusō)، راهبان ژاپنی پیرو طریقت فوکه-شو آیین بوداگرایی ذن در دوره ادو (۱۶۰۰ تا ۱۸۶۸) بودند. آنها را با سبد حصیری که بر سر می‌گذاشتند (آن را تنگای می‌نامند) می‌شناختند که نماد بی‌رغبتی آنان به امیال نفسانی است. آنها را با نواختن قطعات موسیقی تک‌نفره با شاکوهاچی (نوعی فلوت ساخته‌شده از بامبو) نیز می‌شناسند. این قطعات موسیقی را هونکیوکو (به معنی قطعات موسیقی اصیل) می‌نامند که در هنگام تمرینات تمرکز سوی‌ذن به عنوان روشی برای رسیدن به روشنی و نیز برای درمانگری و همچنین دریافت پول نواخته می‌شوند. بازبینی‌های صورت‌گرفته به دست دولت زاپن پس از دوره ادو، طریقت ذن فوکه را برانداخت.

## سرچشمه

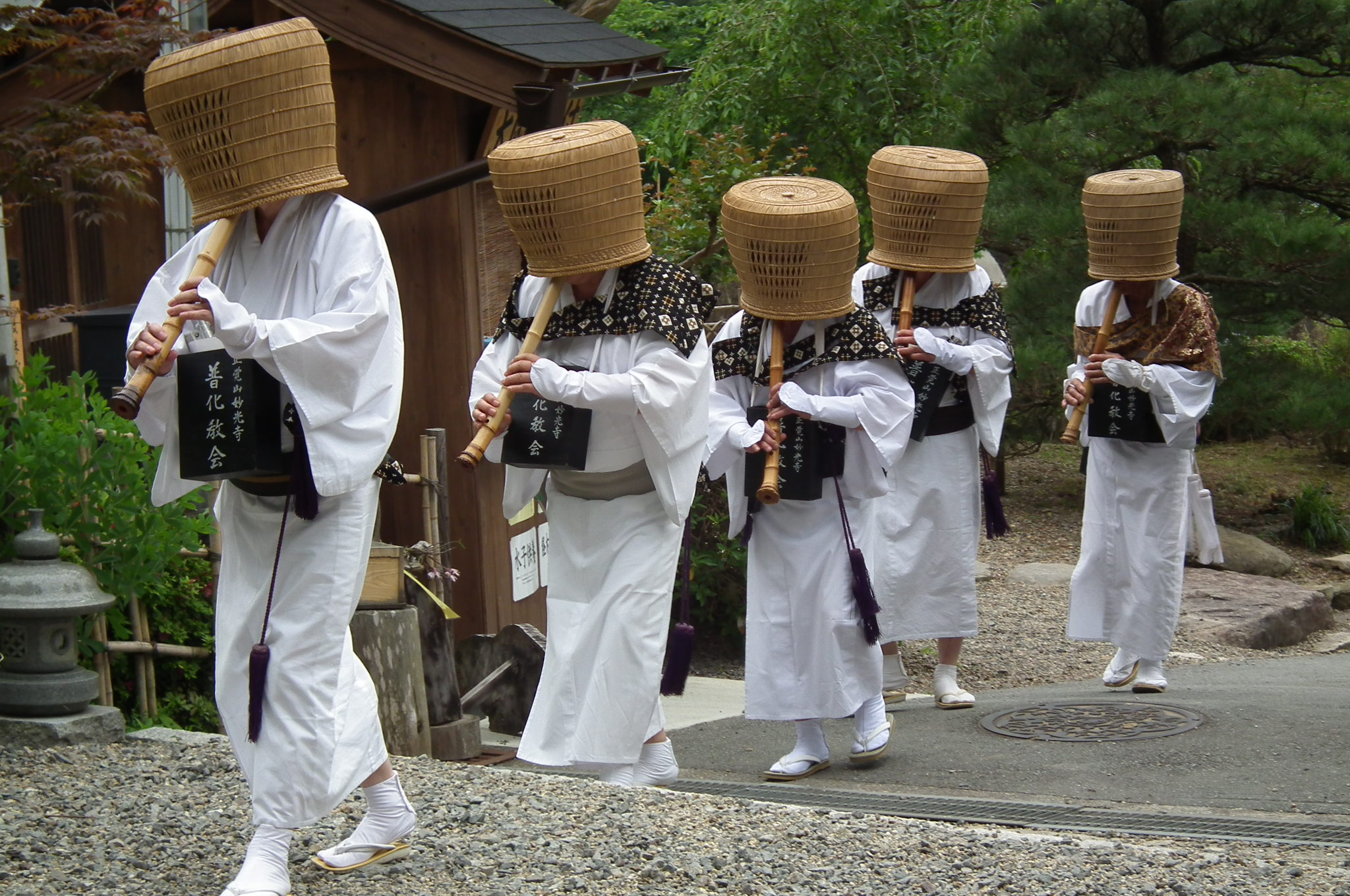
راهبان کموسو

خیابان‌های شهرها و روستاهای ژاپن گذشته با راهبان بودایی که کلاهی حصیری تمام سرشان را می‌پوشاند و برای دریافت کمک فلوت می‌زدند آشنا بود. این راهبان بودایی فرقه ذن در تمام ژاپن سرگردان بودند و برای دریافت اعانه و مدیتیشن فلوت بامبوی خود را می‌نواختند.
طریقت فوکه-شو در حدود قرن سیزدهم میلادی به ژاپن رسید و کموسوها راهبان این طریقت بودند. این طریقت از آموزه‌های لینجی یوژوآن، استاد ذن چینی قرن نهم میلادی بهره می‌برد. نام آن در ژاپن از پوهوآ یکی از شاگردان و یاران استاد چینی آمده‌است. پوهوآ در خیابان‌ها می‌گشت و با به صدا درآوردن زنگ خود سعی بر بیداری روحی مردم داشت. پیروان ژاپنی این طریقت، شاکوهاچی را به این منظور برگزیدند.
راهبان کموسو تمرین سوی‌ذن را انجام می‌دادند که تمرین ذن از راه نواختن شاکوهاچی است، برخلاف ذاذن که انجام ذن از راه نشستن است و بیشتر پیروان ذن آن را انجام می‌دهند.

## واژه
- کموسو (虚無僧): به معنی راهب هیچ‌چیز، راهب تهی‌بودن
  - کیومو (虚無): به معنی هیچ، خالی، اشتباه
  - مو (無): به معنی هیچ، تهی، محل شروع
- سو (僧): به معنی راهب، روحانی

روحانیان را ابتدا کُمُسو (komosō) می‌نامیدند (به معنی روحانیان حصیرپوش) اما بعدها آنان را با نام کُموسو (Komusō) شناخته شدند (به معنی راهبان پوچ یا راهبان تهی). طریقت فوکه‌ذن بر سفر تاکید زیادی داشت، به همین دلیل دیدن راهبان کموسوی سرگردان در ژاپن قدیم متداول بوده‌است.